# Malawis herrlandslag i volleyboll
Malawis herrlandslag i volleyboll representerar Malawi i volleyboll på herrsidan. Laget har deltagit i kval till VM, men inte lyckats kvalificera sig.

### Fotnoter
1. 1 2  ”Malawi national team” (på engelska). Volleybox. https://volleybox.net/malawi-t349. Läst 20 april 2024.
2. ↑  Senaste tillfället då någon kontrollerade att de inmatade tabelluppgifterna stämmer. Uppgifter kan ha matats in senare utan att kontrolleras av någon annan